# Myrmotherula
Myrmotherula é um género de ave da família Thamnophilidae que inclui as espécies designadas vulgarmente por choquinha.
Diversas espécies anteriormente incluídas neste género foram transferidas para um novo género Epinecrophylla. O grupo pode ser subdividido de acordo com diversos aspectos da plumagem e contém, actualmente, as seguintes espécies:
- Choquinha-miúda, Myrmotherula brachyura
- Myrmotherula obscura
- Choquinha-de-garganta-amarela, Myrmotherula sclateri
- Choquinha-do-tapajós, Myrmotherula klagesi
- Choquinha-de-coroa-listrada, Myrmotherula ambigua
- Choquinha-estriada, Myrmotherula surinamensis
- Choquinha-de-peito-riscado, Myrmotherula cherriei
- Myrmotherula longicauda
- Choquinha-de-garganta-clara, Myrmotherula hauxwelli
- Choquinha-de-barriga-ruiva, Myrmotherula guttata
- Choquinha-de-garganta-pintada, Myrmotherula gularis
- Choquinha-de-barriga-parda, Myrmotherula gutturalis
- Myrmotherula fulviventris
- Choquinha-de-olho-branco, Myrmotherula leucophthalma
- Choquinha-de-garganta-carijó, Myrmotherula haematonota
- Myrmotherula spodionota
- Choquinha-ornada, Myrmotherula ornata
- Choquinha-de-cauda-ruiva, Myrmotherula erythrura
- Choquinha-de-flanco-branco, Myrmotherula axillaris
- Choquinha-fluminense, Myrmotherula fluminensis
- Myrmotherula schisticolor
- Choquinha-do-oeste, Myrmotherula sunensis
- Choquinha-de-asa-comprida, Myrmotherula longipennis
- Choquinha-pequena, Myrmotherula minor
- Choquinha-de-ihering, Myrmotherula iheringi
- Myrmotherula grisea
- Choquinha-cinzenta, Myrmotherula unicolor
- Choquinha-de-asa-lisa, Myrmotherula behni
- Choquinha-de-rabo-cintado, Myrmotherula urosticta
- Choquinha-de-garganta-cinza, Myrmotherula menetriesii
- Choquinha-da-várzea, Myrmotherula assimilis
- Tovaquinha, Dichrozona cincta
- Formigueiro-pintalgado, Myrmorchilus strigilatus